# Armand Lederlin
Pour les articles homonymes, voir Lederlin.
Armand Lederlin, né le 29 novembre 1836 à Strasbourg et mort le 28 mai 1919 à Thaon-les-Vosges, est un industriel du textile qui a dirigé la BTT (Blanchisserie et Teinturerie de Thaon).

## Biographie
Ses parents sont Eugène Lederlin et Caroline Stromeyer.
Il est de confession protestante.
Après des études secondaires au lycée de Strasbourg, il entre à l'École Centrale des Arts et Manufactures de Paris et en sort avec le titre d'ingénieur mécanicien en 1857. Il s'oriente alors vers le blanchiment et la teinture du coton.
Il entre comme ingénieur chez Steinheil, Dieterlen et Cie puis en devient le directeur de la teinturerie. À l'annexion de l'Alsace par le Reich en 1871, il opte pour la France et pour la nationalité française le 4 août 1872 et s'installe dans les Vosges.
En 1872, il devient codirecteur de la BTT, fondée par un groupe d'industriels alsaciens et vosgiens cette année-là, parmi lesquels Jules Favre et Charles Laederich. Malgré sa fondation collective, la BTT devient très rapidement une entreprise familiale sous la conduite énergique de son directeur, Armand Lederlin (il est le seul directeur à partir de 1874). Il a renforcé progressivement sa position dans la société ; il détient 10 % du capital en 1909 lorsqu'il cède son poste à son fils Paul Lederlin. Ce dernier continuera l'œuvre de son père : en mai 1928, la famille Lederlin détiendra plus du tiers des actions de la société.
Armand Lederlin a donné une envergure nationale, voire internationale à la société en rachetant de nombreuses entreprises complémentaires à son activité ou concurrentes.
Il favorise la création d'entreprises complémentaires ; il a en particulier favorisé les débuts de Marcel Boussac avant que les deux hommes ne deviennent adversaires et règlent leurs différends en justice.
Il est vice-président en 1910 de la Société industrielle de l'Est, de Nancy. Il est administrateur de la Compagnie de l'Est (chemin de fer), membre du conseil de surveillance de la Banque Renauld et Cie de Nancy et administrateur de la Cotonnière de Dedovo, société russe fondée et dirigée par l'industriel et député d'Épinal Paul Cuny en 1912.

### Un patron paternaliste
Armand Lederlin, mû par ses convictions religieuses, est un des promoteurs du protestantisme social.
Dès 1874, il met en place une politique sociale avancée qui vaudra à la BTT de nombreuses récompenses d'économie sociale de 1878 à 1913. Son fils, Paul Lederlin, préfaçant un ouvrage intitulé Les Œuvres sociales de la BTT, écrit en 1914 : « Dès l'origine, son administrateur-directeur, M. Armand Lederlin, a pris à tâche d'améliorer la situation matérielle et morale de ses ouvriers en organisant à leur profit des institutions patronales et en subventionnant les œuvres que créait leur initiative ».
L'employé est pris en charge par l'entreprise lors de tous les événements importants de la vie (prime de naissance, dot lors du mariage d'une fille, aide lors d'un décès…).
Il obtient du conseil d'administration une participation des ouvriers aux résultats de l'entreprise (10 % du bénéfice net est porté au crédit d'un compte d'ouvriers).
Il crée une caisse de secours pour les malades et les vieillards, une bibliothèque, fondée en 1883, organise des cours pour adultes et des cours de dessin, créés en 1878. Il crée également une société des Amis des Pauvres. Il organise la lutte contre l'alcoolisme au sein et en dehors de l'entreprise, installant en 1900 des kiosques à l'entrée de l'usine vendant des verres de café ou de thé. Il crée des institutions de prévoyance. L'adhésion à la caisse de secours est obligatoire pour tout le personnel dès le mois de décembre 1872 : elle est alimentée par les cotisations du personnel et par une subvention patronale de 5 % des bénéfices nets. Les soins médicaux et les médicaments sont gratuits pour les cotisants à la caisse de prévoyance.
Il fait construire des lavoirs en 1904, une crèche pouvant accueillir 150 enfants, un hôpital-dispensaire de 25 chambres desservi par deux médecins et cinq infirmières, des bains douches. 
L'Économat de la BTT, « la Société coopérative de Thaon », a été fondé le 16 septembre 1878. Les denrées alimentaires viennent de fermes spécialement créées par la BTT, comme la ferme modèle bâtie à partir de 1905 « la Prairie-Gérard ». C'est un véritable village, avec une école. En 1914, l'étable abrite 120 vaches, traites électriquement. Cette réalisation montra son efficacité lors de la Première Guerre mondiale : le département agricole de la BTT ravitailla à partir de 1917 en lait, œufs, volailles non seulement le personnel de l'usine, mais toute la population thaonnaise, celle des communes environnantes et même l'armée. Cette production agricole est aussi un moyen de pression en cas de conflit social. Ainsi, le 8 mars 1920, les ouvriers de la BTT sont en grève. La direction - sous le contrôle alors de Paul Lederlin - placarde une affiche informant que « les denrées alimentaires cédées jusqu'à ce jour à prix réduit, seront vendues  à dater de demain mardi au cours du jour de la localité; les membres du personnel au travail seront indemnisés ».  
Les premières habitations ouvrières qu'il a créées sont des maisons accolées à rez-de-chaussée « de simple profondeur. Au rez-de-chaussée, une cuisine à l'entrée et deux pièces, et, dans les combles, une chambre avec un grenier. Cave et jardin pour chaque logement. WC dans le jardin. Prix de revient de la maison : 6400 francs pour 2 logements. Loyer mensuel de 20 francs par maison, soit 10 francs par logement ». En 1909, la BTT construit le long de la voie de raccordement un type amélioré de cité ouvrière à deux logements : la cité de l'Étang. En 1910, la deuxième étape de l'urbanisme industriel débute, avec les premières cités-jardins, dans le nouveau quartier de Thaon, la Folie et l'Écluse. La Direction a acheté de vastes terrains au sud de l'agglomération, à proximité de l'usine et en bordure de la route nationale 57. Ce sont des habitations à un, deux, trois ou quatre logements. Selon Paul Lederlin, « ces cités-jardins forment un ensemble très attrayant : les maisons, véritables villas environnées de fleurs et ombragées par de grands arbres, ont été construites sur des modèles aussi différents que possible les uns des autres, et leur diversité ne constitue pas le moindre attrait qu'y trouvent les ouvriers » . Toujours selon Paul Lederlin, ce nouveau quartier aurait coûté 650 000 francs. Après la guerre, d'autres cités jardins furent construites, favorisées par la loi de 1922 sur les habitations à bon marché. Les Lederlin ont été des pionniers.
Il crée différentes associations sportives, des sociétés musicales et des chorales : la société musicale « L'Harmonie » en 1880, la société chorale « La Concordia » en 1883, la société de gymnastique « L'Avenir de Thaon » en 1874, la société mixte de tir « Pour la France » en 1879, la société des pêcheurs à la ligne. 
En 1911, il décide de la construction d'un bâtiment populaire à vocation de foyer social : la Rotonde, comprenant une salle des fêtes, une salle de spectacles, une scène, un gymnase, une piscine et des salles de répétition.
L'explosion démographique de la ville s'accompagne d'une augmentation du nombre d'enfants à scolariser. Ami de Jules Ferry et surtout du frère de celui-ci, il s'investit dans la création de nouvelles classes, et fait venir dans l'urgence des enseignants, allant jusqu'à payer de ses propres deniers les émoluments de ces derniers en attendant que l'administration les prenne en compte. 
Paul Lederlin a ajouté en 1920 un stade olympique - portant le nom d'Armand Lederlin - accueillant les sociétés sportives de la BTT et en 1923 un foyer des mutilés et des anciens combattants, construit au centre de la ville. En 1926, la Rotonde fut réaménagée et la salle des fêtes rehaussée.
Toutes ces créations expliquent en partie la très faible syndicalisation des ouvriers. Elles s'ajoutent pour l'expliquer au patriotisme et à la pratique religieuse de la population ouvrière à la « Belle Époque ». Jusqu'à la Première Guerre mondiale, Thaon est un havre de paix sociale. Les conflits sociaux ne sont apparus qu'entre 1917 et 1921, du fait des dures conditions de vie des familles pendant la guerre et de la résolution nouvelle de certains ouvriers, née au front. En 1936, la BTT résiste longtemps aux grévistes des autres entreprises.

### Élu local
Il a été maire de Thaon de 1884 à sa mort en 1919. Son fils Paul Lederlin lui a succédé de 1919 à 1924, puis son petit-fils, Paul Alexandre dit Sacha, de 1929 à 1935. Armand Lederlin est aussi conseiller général du canton de Châtel de 1892 à 1919. Il préside le Conseil général des Vosges de 1907 à 1919. Il fait partie du Parti républicain démocratique, de centre-gauche.